# Красимір Канев
Красимір Канев (болг. Красимир Кънчев Кънев; нар. 5 вересня 1956, Тирново) — болгарський офіцер, бригадний генерал.

## Біографія
Народився 5 вересня 1956 в Тирново. 
1979 закінчив Вищий Національний військовий університет за спеціальністю «бронетанкові війська». 
З 1981 по 1986 був командиром танкової дивізії. 1988 закінчив Військову академію у Софії. Був командиром танкового батальйона. З 1989 по 1990 був заступником начальника штабу полку, а потім в 1992 начальник штабу полку. У період з 1992 по 1994 був заступником командира полку, а з 1994 по 2001 командир полку. 
З 2007 по 2010 — аташе з питань оборони в Берліні, Швейцарії та Данії. З 2010 по 2012 — командувач 61-ї Стрямської механізованої бригади. 1 листопада 2012 був призначений заступником командувача сухопутних військ. 2014 виходить у відставку.

## Військові звання
- 1979 — Лейтенант
- 1982 — Старший лейтенант
- 1986 — Капітан
- 1991 — Майор
- 1994 — Підполковник
- 1997 — Полковник
- 2010 — Бригадний генерал

## Нагороди
- Орден «За вірну службу під прапорами» — ІІІ ступеня